# Tomasz Świtalski
Tomasz Świtalski, pseud. Men (ur. 1958) – polski saksofonista, członek zespołów Deadlock, Kryzys, Brygada Kryzys, Tlenek Jazzawy.

## Dyskografia
- Ambition (1980)
- Kryzys (1981)
- Brygada Kryzys (1982)
- Brygada Kryzys (Live) (1982)
- 78–81 (1994)
- T.Live (2003)
- Geneza (2013)